# شنگ بینی‌مودار
شنگ بینی‌مودار (نام علمی: Lutra sumatrana) نام یک گونه از سرده شنگ‌ها است.

## ویژگیها
- سمور بینی مودار دارای یک خز قهوه ای کوتاه است که از شکم کم رنگ می‌شود. ریناریوم آن با موهای کوتاه پوشانده شده‌است. لب بالایی و چانه آن مایل به سفید است. بعضی از افراد به رنگ شاه بلوط مایل به قرمز هستند. بدن آن بلند، دم باریک و پنجه‌های کاملاً تار و تاب دار دارای پنجه‌های برجسته است. طول سر به بدن از ۵۷٫۵ تا ۸۲٫۶ سانتی‌متر (۲۲٫۶ تا ۳۲٫۵ اینچ)، طول دم از ۳۵ تا ۵۰٫۹ سانتی‌متر (۱۳٫۸ تا ۲۰٫۰ اینچ) و وزن آن از ۵ تا ۸ کیلوگرم (۱۱ تا ۱۸ پوند) است. جمجمه آن نسبت به سمور روکش دار صاف است و دندان‌های کوچکتری دارد. پاهای جلو آن ۵٫۸ سانتی‌متر (۲٫۳ اینچ) عرض و کوچکتر از پنجه‌های عقبی با حدود ۶٫۶ سانتی‌متر (۲٫۶ اینچ) است.
- سمور بینی با مویی کمترین شناخته شده در میان سمورهای آسیایی است و همچنین شناسایی آن در این زمینه دشوارترین است. از بیشتر جهات، شبیه سمور اروپایی (Lutra lutra) است.